# Madina Wora
Madina Wora est une ville et une sous-préfecture de Guinée, rattachée à la préfecture de Mali et la région de Labé. 

## Population
En 2016, le nombre d'habitants est estimé à 32 149, à partir d'une extrapolation officielle du recensement de 2014 qui en avait dénombré 30 283.

## Subdivision administrative

### Districts
Madina wora centre, Bakony, Hamdallaye, Cécé, Daali, Peely saare, Sougué, Wora missidé, Afia kadjédiora

## Culture et patrimoine

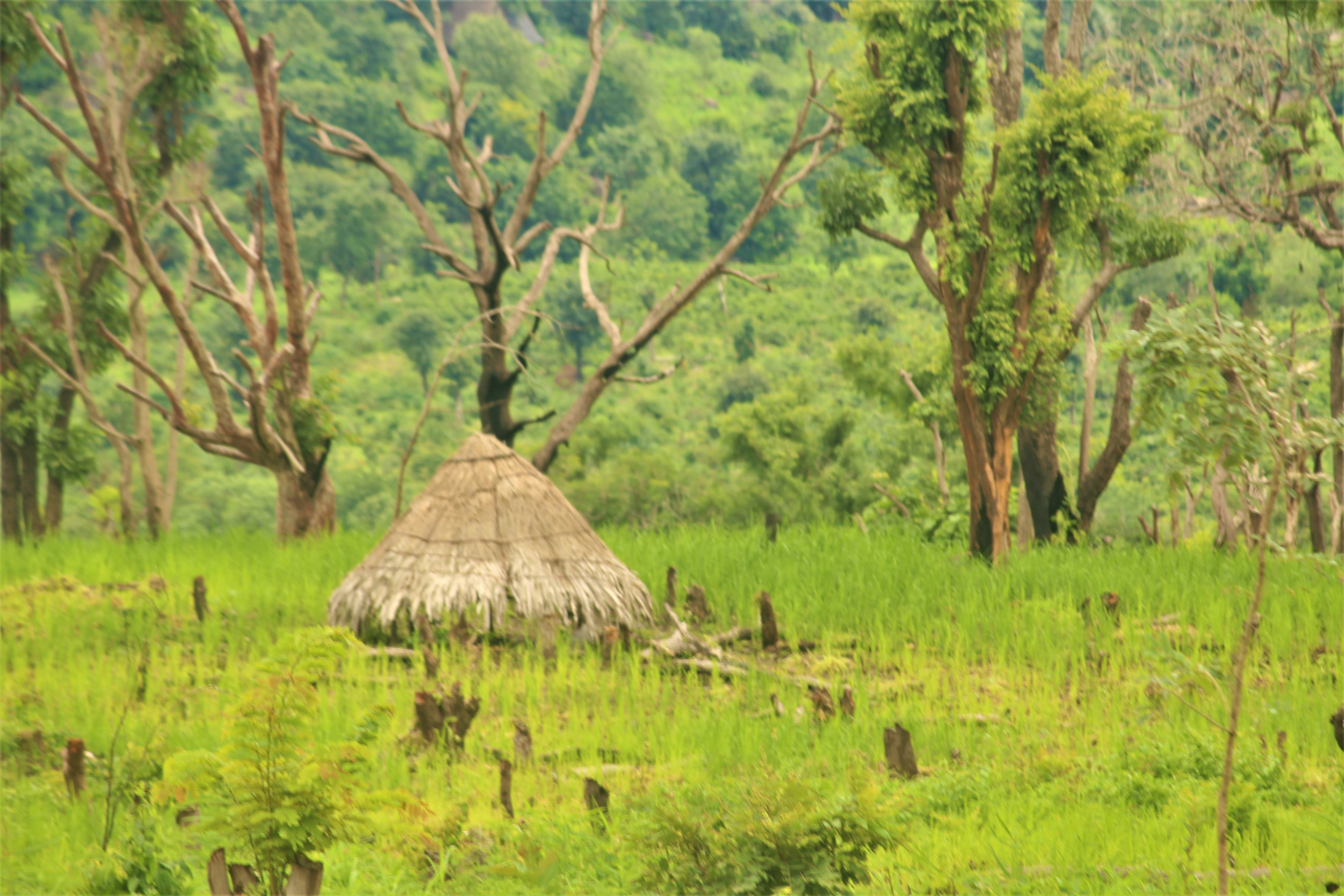

La sous-préfecture a des sites touristiques 
- La grotte de Balivimidi à Madina
- Le dolme de Tanda muller
- Chirai dalouer au nord de la ville

## Société

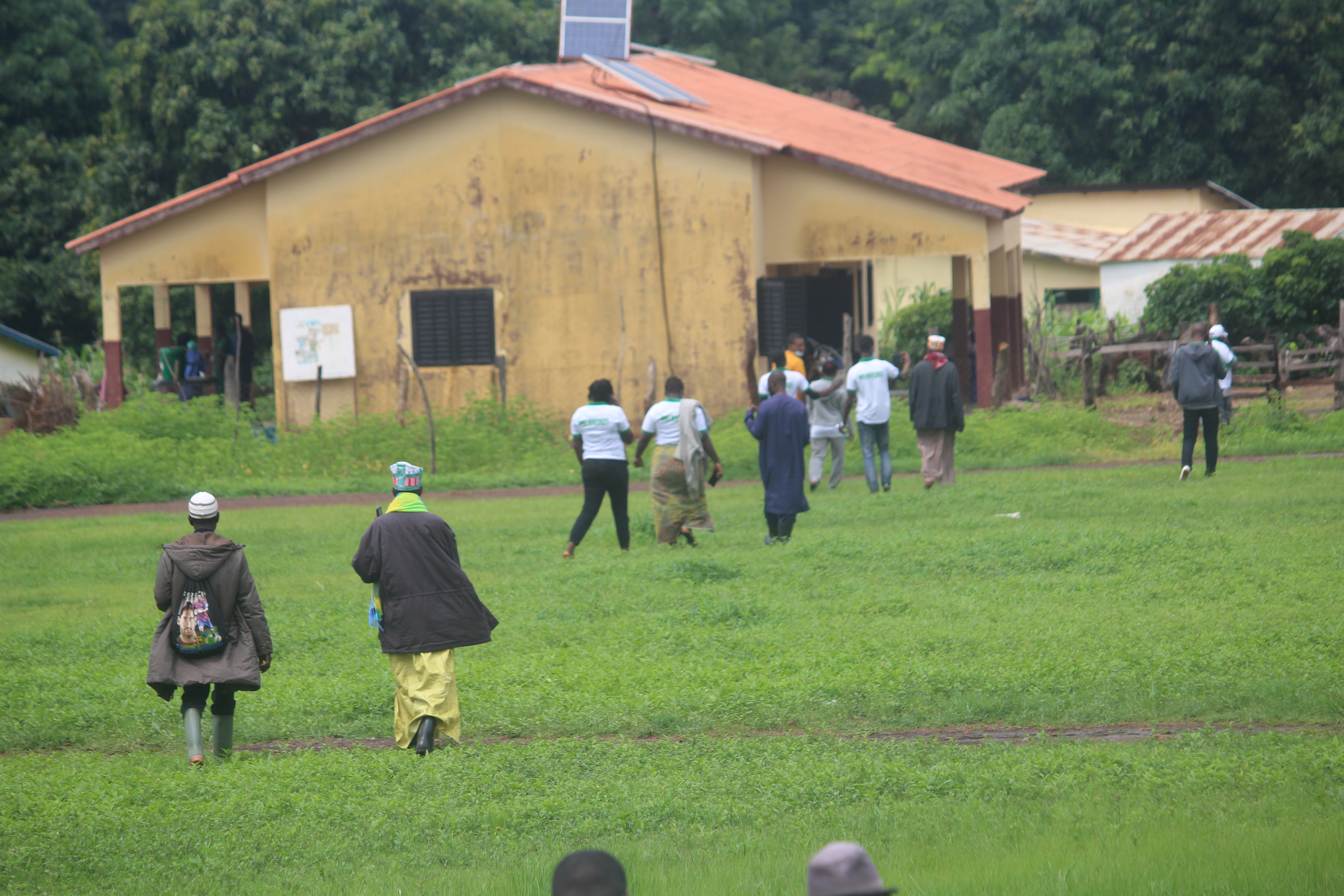

## Infrastructure

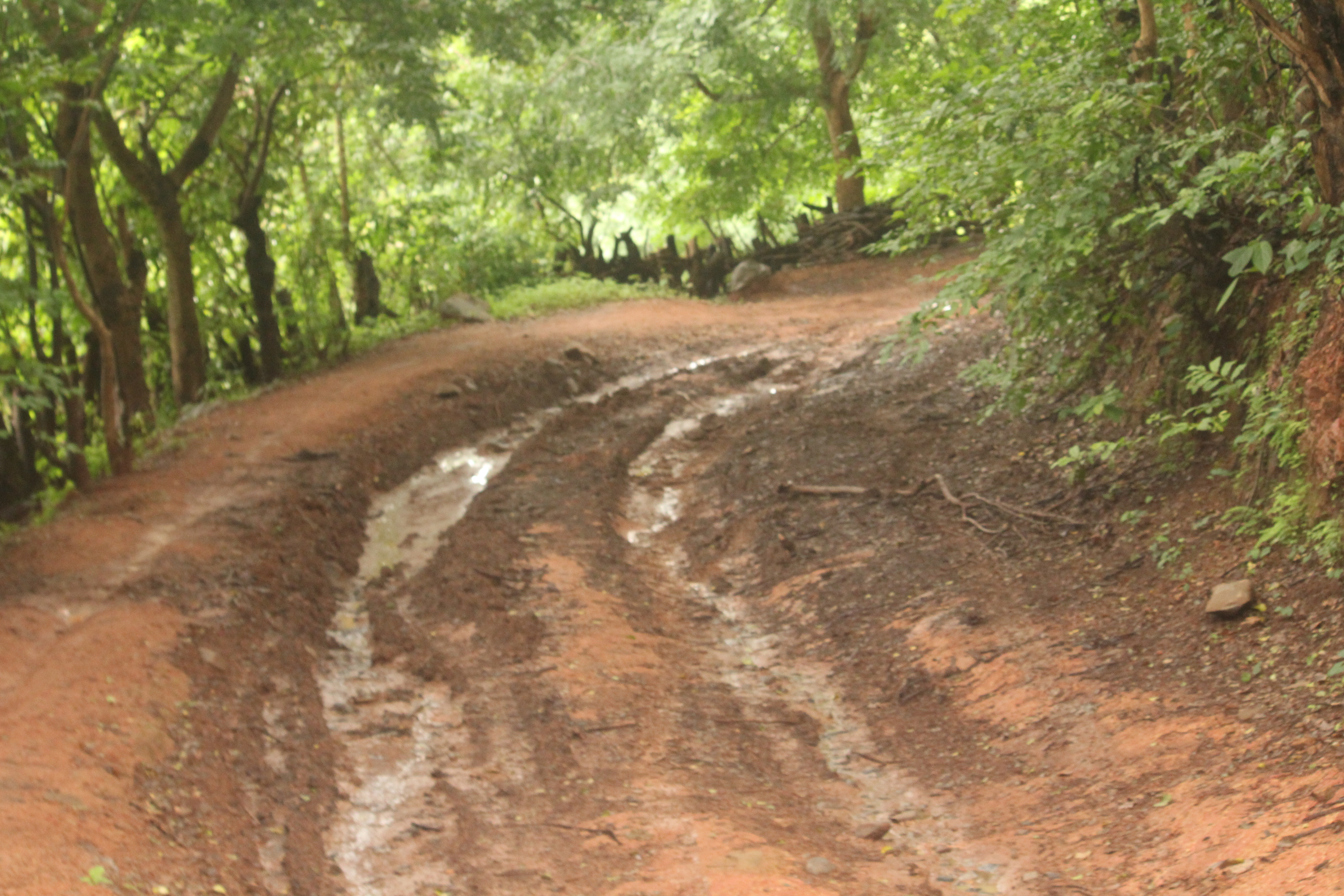

## Galerie

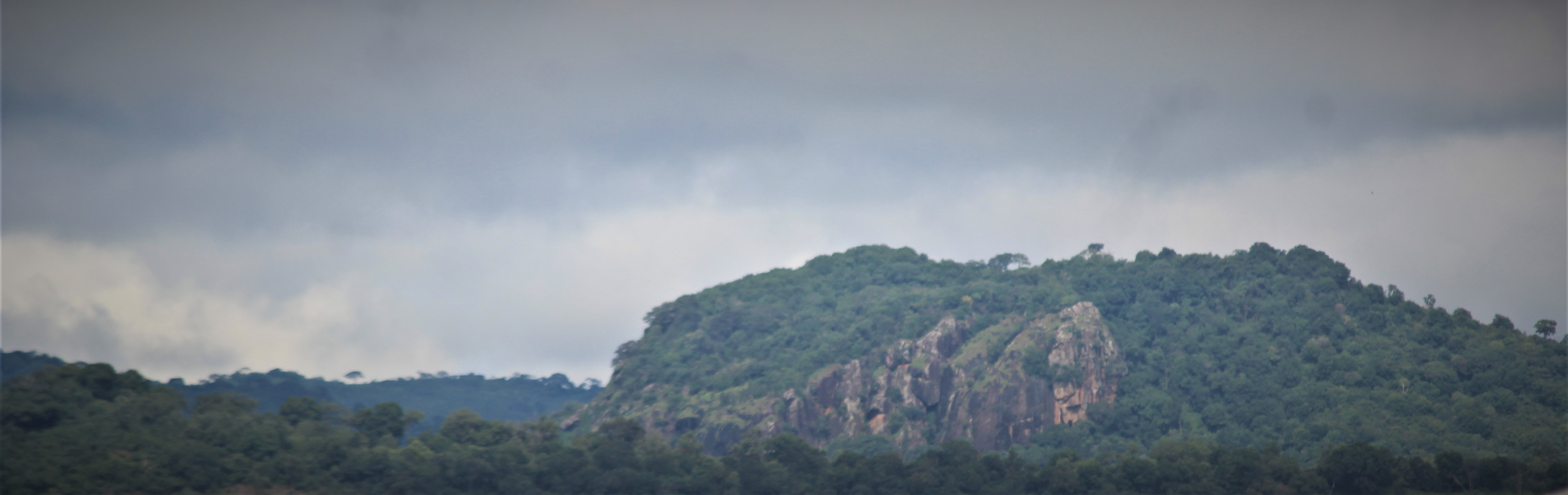
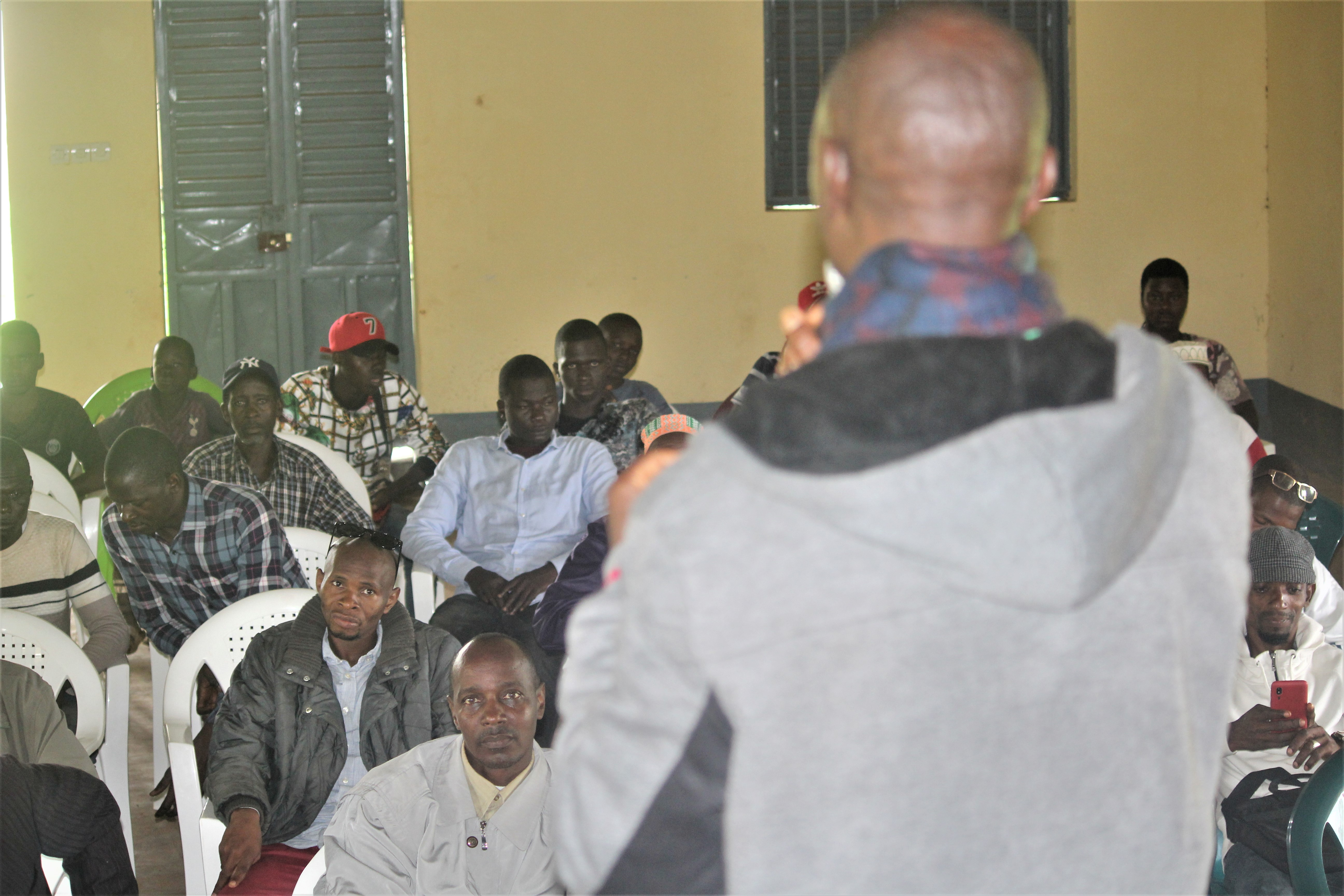
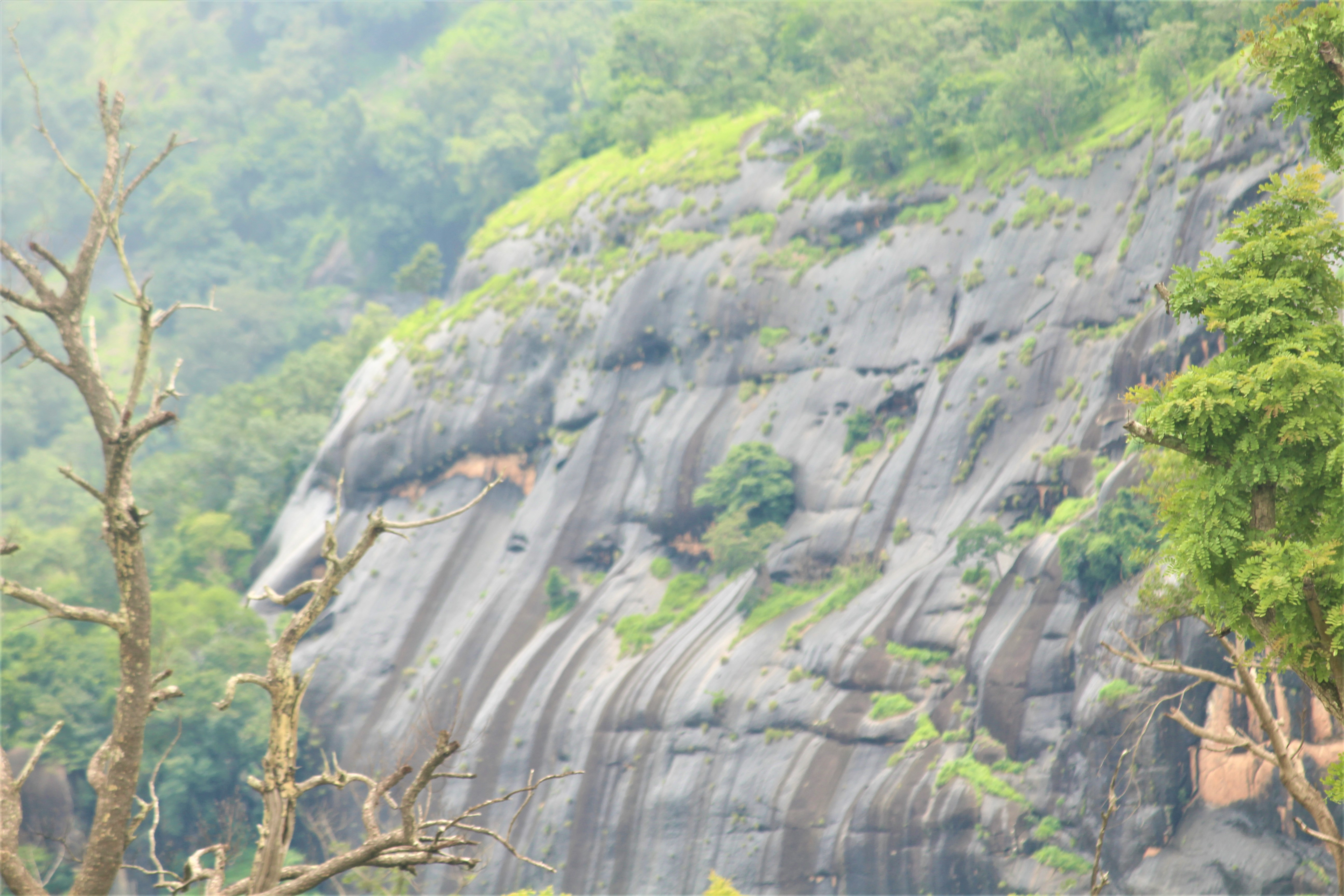

## Personnalités liées à la ville
- Hamidou Diallo, député de Mali (2013-2020)[2].